# بخش فارمینگتون، شهرستان ترامپول، اوهایو
بخش فارمینگتون (به انگلیسی: Farmington Township) یک منطقهٔ مسکونی در ایالات متحده آمریکا است که در شهرستان ترامبل، اوهایو واقع شده‌است.
 بخش فارمینگتون ۷۱٫۲ کیلومتر مربع مساحت و ۲٬۳۵۳ نفر جمعیت دارد و ۲۶۰ متر بالاتر از سطح دریا واقع شده‌است.